# Linka György
Linka György (Budapest, 1934. november 23. – Budapest, 1991. november 25.) magyar színész.

## Élete és pályafutása
1961-ben  színészként diplomázott a Színház- és Filmművészeti Főiskolán. Pályáját a szolnoki Szigligeti Színházban kezdte. 1963-tól Debrecenbe szerződött. 1965 és 1969 között a Madách Színház tagja volt, majd egy-egy évadot  Szolnokon, Veszprémben és Pécsen töltött. 1972-től szabadfoglalkozású színészként dolgozott. 1976-tól ismét a Veszprémi Petőfi Színház, 1978-tól a Pécsi Nemzeti Színház szerződtette. 1980-tól haláláig a debreceni Csokonai Színház művésze volt.

## Fontosabb színházi szerepei
- William Shakespeare: III. Richárd... Buckhingham herceg; Sir William Catesby
- William Shakespeare: Sok hűhó semmiért... Faszén
- William Shakespeare: Antonius és Kleopátra... Dercetas, Antonius híve
- William Shakespeare: Téli rege... Polixenes, Bohémia királya
- Anton Pavlovics Csehov: Ványa bácsi... Asztrov, Mihail Lvovics, orvos
- Anton Pavlovics Csehov: Három nővér... Versinyin; Szoljonij, százados
- Mihail Afanaszjevics Bulgakov: Álszentek összeesküvése... Moliere, a Palais Royal igazgatója
- Lev Nyikolajevics Tolsztoj: Élő holttest... Ivan Petrovics
- Makszim Gorkij: Ellenségek... Pecsenyigov, nyug. tábornok
- Makszim Gorkij: Az utolsók... Jakov, Iván testvére
- Alekszej Nyikolajevics Arbuzov: Tánya... Segédrendező
- Eldar Rjazanov - Emil Braginszkij: Munkatársak... Novoszelcev
- Lev Iszajevics Szlavin: Örvény... Filka, anarchista
- Molière: Az úrhatnám polgár... Cléonte
- Molière: Tartuffe... Damis, Orgon fia
- Luigi Pirandello: Nem tudni hogyan... Romeo Daddi gróf
- Pedro Calderón de la Barca: A zalameai bíró... Don Mendo, hidalgó
- Alfred Jarry: Übü király, avagy a 'lengyelek'... Übü papa
- Henrik Ibsen: Peer Gynt... Peer Gynt
- Friedrich Schiller: Stuart Mária... William Davison, államtitkár
- Bertolt Brecht: A kaukázusi krétakör... Azdak, a bíró
- Bertolt Brecht: Jó embert keresünk... Jang-Szun, állástalan repülő
- Bertolt Brecht: II. Edwárd... II. Edwárd király
- Bertolt Brecht: Koldusopera... Szomorúfűz Walter
- George Bernard Shaw: Szent Johanna... Stogumber, káplán
- George Bernard Shaw: Barbara őrnagy... Stephen
- Victor Hugo: A királyasszony lovagja... Don Guritan márki
- Franz Kafka: A per... Titorelli festő / Titorelli
- Edward Albee: Nem félünk a farkastól... Nick, Honey férje
- Eugene O’Neill: Hosszú út az éjszakába... James Tyrone
- Eugene O’Neill: Marco Polo milliói... Theobaldus
- Luigi Pirandello: Nem tudni hogyan... Romeo Daddy
- Samuel Beckett: Az utolsó tekercs (monodráma)
- Arthur Miller: Az ügynök halála... Bernard
- Johann Nepomuk Nestroy: Lumpáciusz Vagabundusz avagy a három jómadár... Finom úr
- Jaroslav Hašek: Švejk, a derék katona... Lukas főhadnagy
- Thornton Wilder: A mi kis városunk... Simon Stimson
- Victorien Sardou: A szókimondó asszonyság... Fouché
- Balassa Bálint: Szép magyar komédia... Sylvanus
- Katona József: Bánk bán... Bánk bán, Magyarország nagyura
- Madách Imre: Az ember tragédiája... Ádám; Rafael főangyal
- Jókai Mór: A kőszívű ember fiai... Baradlay Kázmér
- Füst Milán: Catullus... Calvus, Catullus barátja
- Gárdonyi Géza: Ida regénye... Csorba Matyi
- Fejes Endre: Rozsdatemető... Zentay György
- Hubay Miklós - Ránki György - Vas István: Egy szerelem három éjszakája... Károly
- Száraz György: III. Béla... Béla herceg, előbb Alexiosz, a bizánci birodalom cézárja
- Németh László: Az áruló... Látogató
- Reményik Sándor: Vén Európa Hotel... Kesselstadt
- Gyurkovics Tibor: Estére meghalsz... Imre dr
- Mesterházi Lajos: Pesti emberek... Béla
- Mesterházi Lajos: A tizenegyedik parancsolat... Zoltán
- Mesterházi Lajos: Üzenet... Mészáros
- Jékely Zoltán: Angalit és a remeték... Dexendoresz
- Jékely Zoltán: Mátyás király juhásza... Mátyás király
- Jékely Zoltán: Fejedelmi vendég... Szabó
- Kós Károly: Budai Nagy Antal... I. városi hajdu
- Jókai Anna: Fejünk felől a tetőt... Szapper úr, Nusi néni férje
- Benedek Katalin: Idegen utcában... Tamás
- Müller Péter: Szemenszedett igazság... Ossie Vaudin, gazda
- Márkus György: Az olympikon... Püthagorasz
- Kolozsvári Grandpierre Emil: A csillagszemű... Zsigmond pap
- Sándor Kálmán: A harag napja... Kralovecz
- Kállai István: Férjek a küszöbön... Seregi Ferenc, mérnök
- Fényes Samu: Mátyás... Beckensloer, egri püspök, később esztergomi érsek
- Dunai Ferenc: A nadrág... Az igazgató

## Filmes és televíziós szerepei
- A hetedik napon (1959, rövid játékfilm)
- Áprilisi riadó (1961)
- Csutak és a szürke ló (1961)
- Kárpáthy Zoltán (1966) – Clark
- A múmia közbeszól (1967) – Hosszú Létra
- A beszélő köntös (1968)
- Bors I. (1968, tévésorozat) – Gálffy főhadnagy (Vesztegzár a határon című rész)
- Szeretnék csákót csinálni (1968, rövid játékfilm) – Főnök
- Imposztorok (1969) – Velencei diplomata
- Pokolrév (1969)
- Volt egyszer egy borbély (1970, tévéfilm)
- Idegen arcok (1973) – Nyomozó
- Kántor (1976, tévésorozat) – Alánt Viktor (A postarablás című rész)
- Tükörképek (1976)
- Nagyvárosi kanyarok (1981, tévéfilm) – Pér Lajos
- Hatásvadászok (1982) – Gál Szabó Endre
- Te rongyos élet (1983) – Kitelepített férfi II.
- A nagy generáció (1985)
- Zenés TV Színház: Egy szerelem három éjszakája (1986, tévéfilm)
- Zojka szalonja (1986, tévéfilm)
- A másik ember (1987) – Dr. Mádi Mózes
- Kiki és a hímek (1987, rövid játékfilm)
- Czillei és a Hunyadiak (1988, tévéfilm)
- Béketárgyalás, avagy az évszázad csütörtökig tart (1989)
- Főúr, írja a többihez! (1990)
- Hétvége (1991, tévéfilm)

### Szinkron
| Év   | Cím         | Szereplő        | Színész               | Szinkron év |
| ---- | ----------- | --------------- | --------------------- | ----------- |
| 1971 | A színésznő | Mikolaj Jazykow | Zdzisław Maklakiewicz | 1976        |